# Maximilian I. (Bayern)

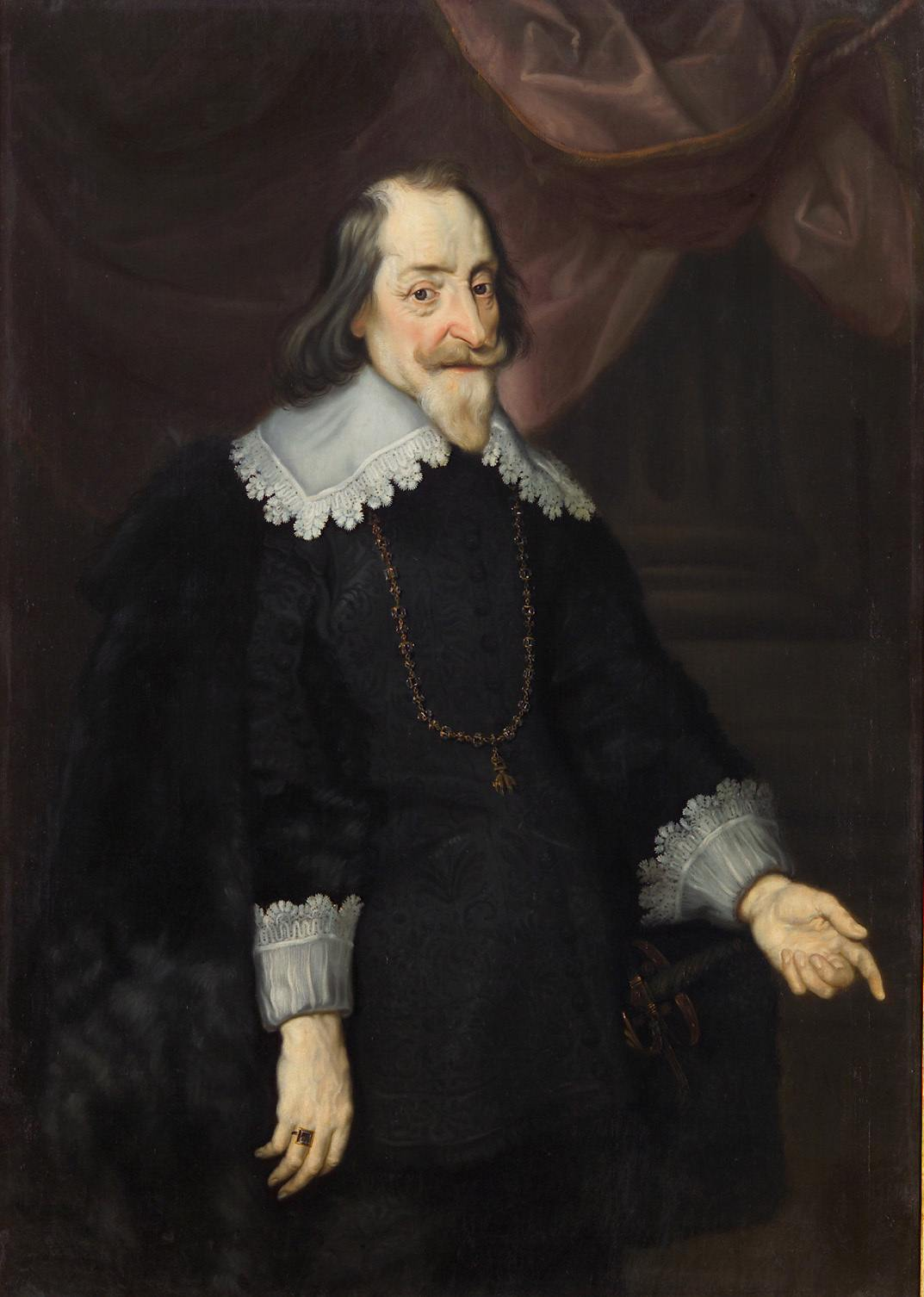
Maximilian I., Porträt von Joachim von Sandrart, um 1643

Maximilian I. (* 17. April 1573 in München; † 27. September 1651 in Ingolstadt) war ab 1597 Herzog von Bayern und ab 1623 Kurfürst des Heiligen Römischen Reiches. Er entstammte dem Haus Wittelsbach.
Durch verschiedene Reformen sanierte er das Land finanziell und machte es wirtschaftlich leistungsfähig. Durch die Ausschaltung der ständischen Mitwirkungsrechte wurde er der eigentliche Begründer der absolutistischen Herrschaft in Bayern. Er schuf eine wirksame Landesverwaltung, eine neue Gesetzessammlung (Codex Maximilianeus) und war in merkantilistischen Maßnahmen seiner Zeit bereits voraus. Auch für die Kunstpolitik und das fürstliche Mäzenatentum entstanden neue finanzielle Spielräume.
Gleichzeitig war Maximilian eine prägende Person der Gegenreformation und der katholischen Reform. Seine innere Konsolidierungspolitik vergrößerte auch die außenpolitischen Spielräume des Landes.
Darüber hinaus sorgte er für ein schlagkräftiges Heer. So war Maximilian neben dem Kaiser die führende Persönlichkeit der katholischen Fürsten im Heiligen Römischen Reich und der eigentliche Gründer der Katholischen Liga. Als solcher trug er zur Durchsetzung der Dominanz der katholischen Seite im Dreißigjährigen Krieg bis 1630 entscheidend bei. Schon zu Beginn des Krieges gelang Maximilian die Eroberung der Oberpfalz und der Kurpfalz. Auf seinen Druck übertrug ihm der Kaiser 1623 zudem die pfälzische Kurfürstenwürde. Auch im weiteren Verlauf des Krieges spielte er eine bedeutende Rolle und versuchte eine eigenständige Politik teilweise auch gegen den Kaiser im Bündnis mit Frankreich zu betreiben. Im Westfälischen Frieden wurden ihm die Kurwürde und der Besitz der Oberpfalz bestätigt.

## Frühe Jahre und Familie
Maximilian war der Sohn von Herzog Wilhelm V. von Bayern und Renata von Lothringen. Brüder waren Philipp von Bayern, Bischof von Regensburg und Kardinal, Ferdinand von Bayern, Erzbischof von Köln, Bischof von Münster, Lüttich und Paderborn, sowie Albrecht von Bayern, Landgraf von Leuchtenberg. Die Schwester Maria Anna war mit Kaiser Ferdinand II. verheiratet. Magdalena heiratete Wolfgang Wilhelm von Pfalz-Neuburg.
Seine Ausbildung, die ihn auf seine spätere Aufgabe vorbereiten sollte, war sorgfältig. Sie folgte Instruktionen seines Vaters, die den Tagesablauf streng regelten. Der Jurist Wenzeslaus Peträus war an seiner Ausbildung maßgeblich beteiligt. Dazu gehörten neben einer breiten religiösen Bildung auch das Erlernen von Fremdsprachen wie Latein, Griechisch und Tschechisch.
An der jesuitisch dominierten Universität Ingolstadt studierte er ab 1587, zusammen mit seinem um fünf Jahre jüngeren Cousin, dem Erzherzog Ferdinand von Steiermark (der ein gutes Jahrzehnt später sein Schwager werden sollte, zwei Jahrzehnte später als Kaiser Ferdinand II. sein Reichsoberhaupt, politischer Partner im Dreißigjährigen Krieg, aber auch Konkurrent und – viele Jahrzehnte später – sogar noch sein Schwiegervater). Maximilian überragte Ferdinand an Intelligenz, Fleiß und politischem Geschick, doch brachte es die Größe ihrer Erbländer mit sich, dass er ihm machtpolitisch meist unterlegen war. Beide waren tiefreligiös, was sie lebenslang verband. Doch gab es auch immer wieder Reibereien, schon in Ingolstadt: als der siebzehnjährige bayerische Thronfolger in der Kirche den ersten Platz einnahm, der zwölfjährige Nebenlinien-Erzherzog Ferdinand sich aber vor ihn stellte, was zwischen den Eltern beider Prinzen zu einer umständlichen, scharfen Korrespondenz führte. Seine Studien wurden von dem Juristen Johann Baptist Fickler organisiert. Der Jesuit Gregor von Valencia war sein Beichtvater und Berater in religiösen Fragen. Er studierte insbesondere Rechtswissenschaften, Militärwesen, Italienisch und Französisch bei privaten Lehrern, nahm aber auch an öffentlichen Vorlesungen teil und beteiligte sich an rechtswissenschaftlichen Disputationen. Politische Erfahrungen sammelte er durch die Teilnahme an Sitzungen des Rates der Stadt.

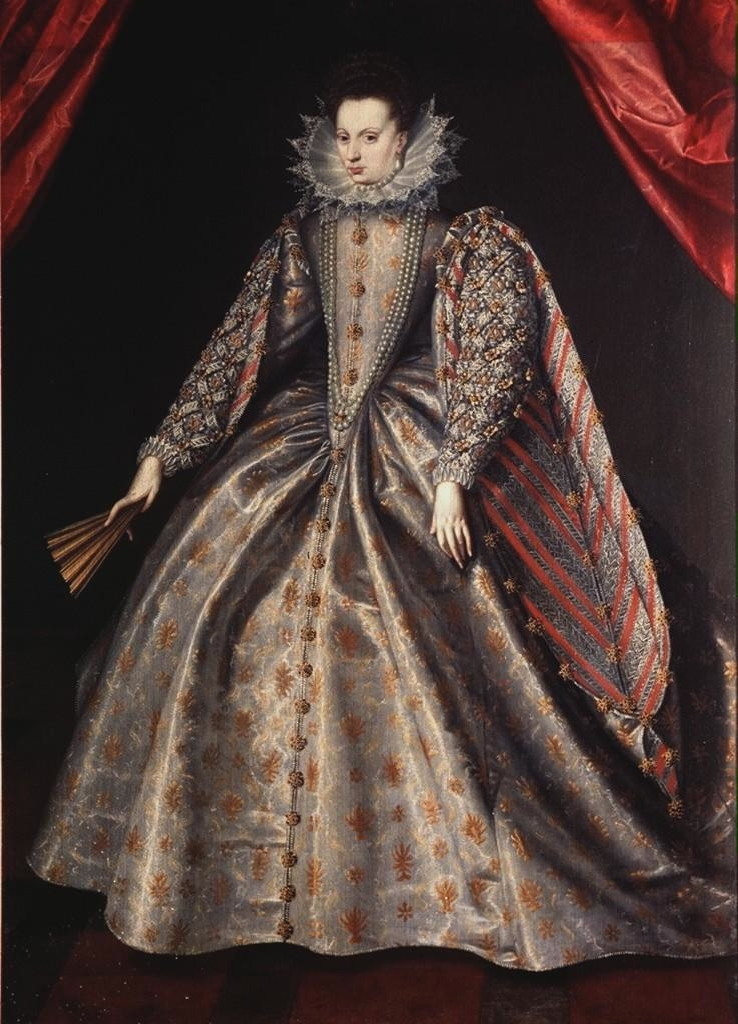
Elisabeth Renata von Lothringen, die erste Gemahlin

Danach reiste er ab Februar 1594 in der Art einer Kavalierstour an den kaiserlichen Hof nach Prag, nach Rom an den Hof des Papstes, an verschiedene italienische Höfe und nach Nancy zur Werbung um seine Frau Elisabeth. Wegen der Hugenottenkriege konnte er nicht nach Paris reisen.
Herzog Maximilian heiratete am 6. Februar 1595 in Nancy die Prinzessin Elisabeth (1574–1635), Tochter von Herzog Karl III. von Lothringen und seiner Gattin Claudia von Frankreich, Tochter König Heinrichs II. Die Ehe blieb kinderlos. Seine Frau teilte seine Religiosität.
Das Herrscherpaar unterstützte 1627/29 die englische Adelige Maria Ward bei der Gründung eines Instituts zur Erziehung und Ausbildung von Mädchen und jungen Frauen in München und ein Haus für verwaiste Kinder. Auch sämtliche Kosten für das „Paradeiserhaus“ wurden übernommen, in dem Maria und zehn Gefährtinnen (Lehrerinnen) leben konnten sowie die Kosten für den Unterhalt der Frauen. Empfehlungen des kurfürstlichen Hauses bereiteten auch den Weg nach Wien.
In zweiter Ehe heiratete er am 15. Juli 1635 in Wien seine Nichte, die Erzherzogin Maria Anna von Österreich (1610–1665), Tochter seiner Schwester Maria Anna von Bayern und ihres Gatten Kaiser Ferdinand II. Aus der Ehe gingen zwei Kinder hervor:
- Ferdinand Maria (1636–1679) ⚭ 1652 Prinzessin Henriette Adelheid von Savoyen (1636–1676)
- Maximilian Philipp Hieronymus (1638–1705) ⚭ 1668 Prinzessin Mauritia Febronia de La Tour d’Auvergne (1652–1706), Tochter von Frédéric-Maurice de La Tour d’Auvergne, duc de Bouillon

Die von ihm für den Erben Ferdinand Maria aufgesetzte „Des großen Kurfürsten Maximilian I. von Baiern Anleitung zur Regierungskunst“ gab Johann Christoph von Aretin (Würzburg 1822) lateinisch und deutsch heraus.

## Innenpolitik

### Absolutistische Reformpolitik

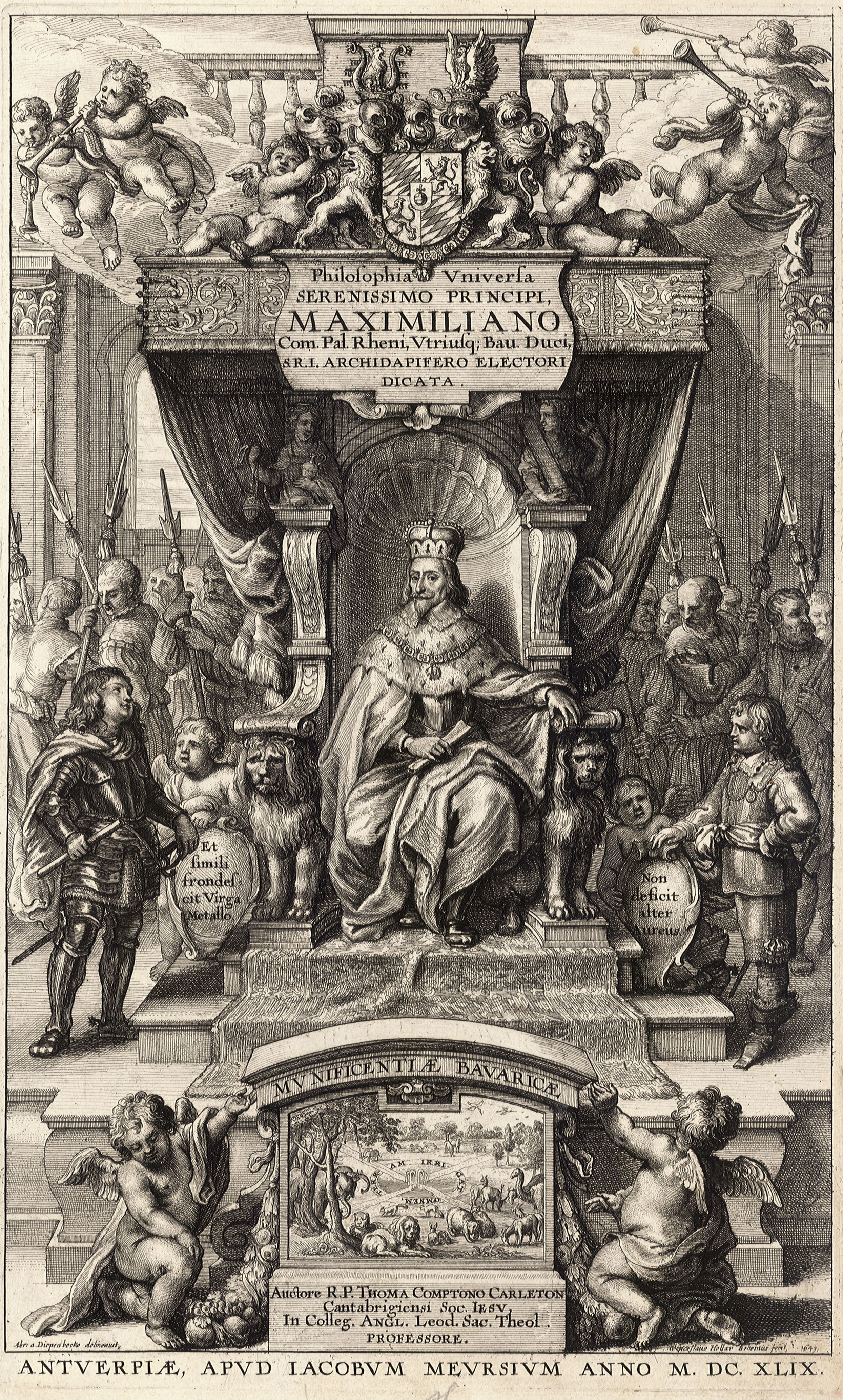
Maximilian I. als Herrscher (Darstellung von Wenceslas Hollar um 1649)

Sein Vater sah sich nicht in der Lage, die immensen Schulden des Landes zu bewältigen, und begann Maximilian allmählich die Macht zu übertragen. Im Jahr 1594 wurde er zum Vorsitzenden des geheimen Rates und ein Jahr später zum Mitregenten ernannt.
Im Jahr 1597 dankte der Vater zu Gunsten Maximilians ganz ab. Dieser erwies sich als energischer Regent mit einer großen Arbeitsleistung. Unterstützt wurde er durch fähige Mitarbeiter. Er begann mit tiefgreifenden Reformen im Land. Ihr Schwerpunkt lag in der Zeit vor dem Dreißigjährigen Krieg. Die Hauptaufgabe war es, dem hochverschuldeten Land seine Handlungsfähigkeit zurückzugeben. Im Jahr des Regierungsantritts wurde auch das sehr kostspielige Prestigeprojekt seines Vaters vollendet, das Jesuitenkolleg mit der Kollegkirche St. Michael in München. Die Reformpolitik umfasste sowohl den Staat, bei dem es um die Stärkung der herzoglichen Macht im Sinn des Frühabsolutismus ging, wie auch Wirtschaft und Gesellschaft. Im Bereich der Wirtschaft orientierte er sich an frühmerkantilistischen Vorbildern.
Die Kontrolle über die staatlichen Bediensteten und über das Rechnungswesen wurden verstärkt (Rentmeisterinstruktion 1613). Es kam zu Visitationen der jeweils übergeordneten Ebene über die untergeordneten Behörden. Die Kontrolle über die Städte wurde teilweise wie in Ingolstadt den Rentämtern entzogen und direkt von der Zentralregierung ausgeübt.
Die Ausgaben wurden verringert. Die Einnahmen aus den staatlichen Domänen und Regalien konnten gesteigert werden. Es wurden Einnahmen aus der Vergabe von Monopolen erzielt. So wurde etwa ein Weißbiermonopol eingerichtet. Beträchtliche Erträge warfen auch die Salzherstellung, Zölle und Verbrauchssteuern ab. Auch insgesamt kam es zur Förderung von Handel und Gewerbe. Ihm gelang es innerhalb weniger Jahre, das Land auf eine festere finanzielle Basis zu stellen. Damit gewann er Spielraum für eine weit gespannte äußere Politik.
Es wurde eine effektive Verwaltung aufgebaut und das Rechtswesen 1616 durch eine neue Landrecht-, Polizei-, Gerichts- und Malefizordnung weiterentwickelt. Hinsichtlich der Hexenverfolgung stand er grundsätzlich für ein hartes Vorgehen. Allerdings war er in Fällen besonders eifriger Verfolger Kritik gegenüber aufgeschlossen. Zusammen mit dem Kaiser bemühte er sich schließlich um eine eher gemäßigte Linie.
Schon von seinen Vorgängern wurde das Mitbestimmungsrecht der Bayerischen Landstände verwässert. Auf diesem Weg ging Maximilian weiter und schaltete die Stände weitgehend aus. Nach den Landtagen von 1605 und 1612 gab es keine allgemeinen Landtage mehr. Stattdessen gab es nur noch einen Ausschuss zur Steuerbewilligung (Landschaftsverordnung). Auch in den Städten wurden die Rechte der Bürger zu Gunsten des Staates beschnitten.

### Religiosität und Kirchenpolitik

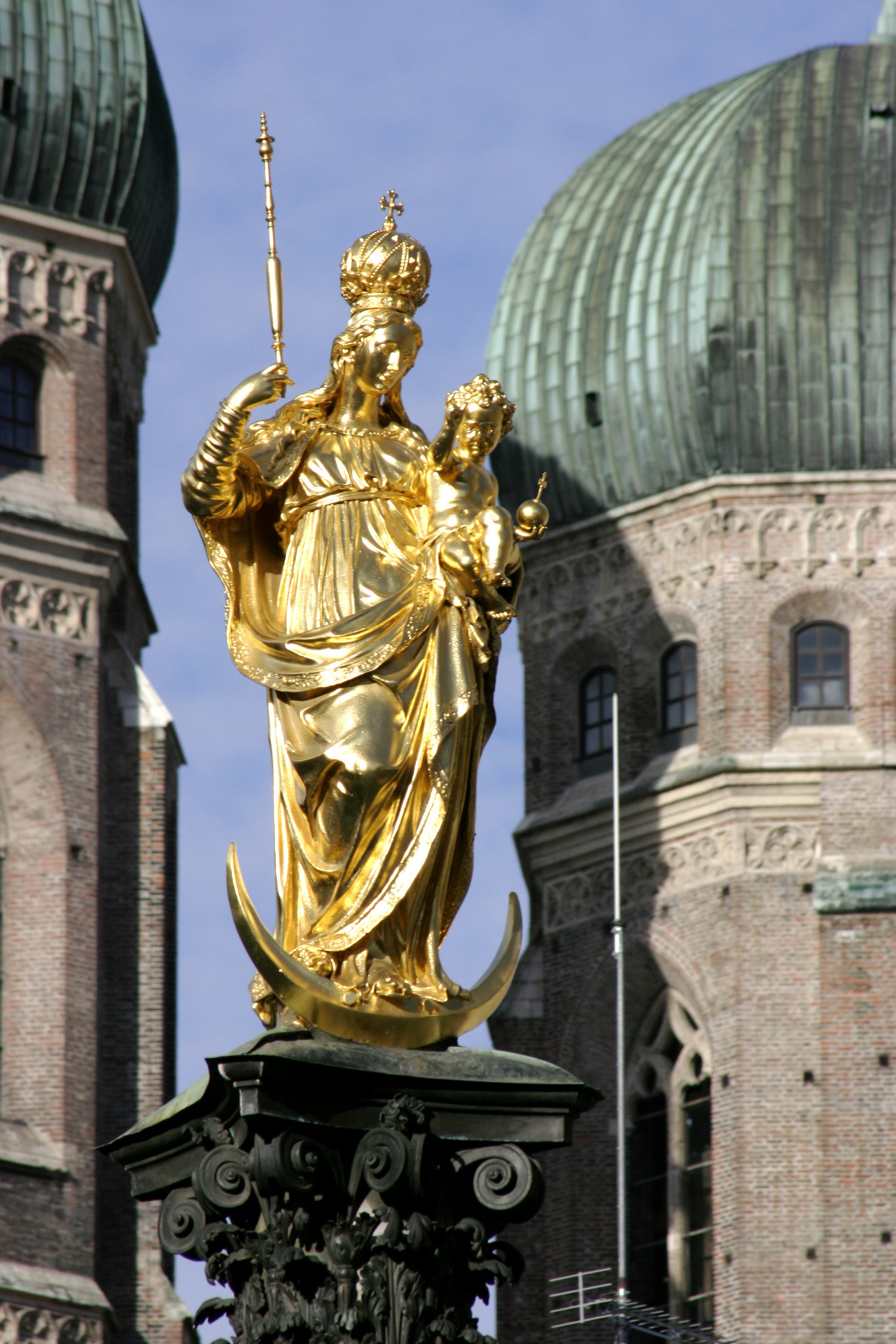
Marienstatue auf der Mariensäule in München

Maximilian war von einer persönlichen Religiosität durchdrungen und auch seine Lebensführung war stark religiös geprägt, was er mit Ferdinand II. gemeinsam hatte. Zahlreiche religiöse Stiftungen machten dies deutlich. Seine persönliche Marienverehrung führte zu einer entsprechenden Förderung der Marienfrömmigkeit im Land. Er ließ 1616 an der Westfassade der Münchner Residenz die überlebensgroße Bronzefigur „Patrona Bavariae“ von Hans Krumpper anbringen und 1638 auf dem Münchner Schrannenplatz, dem heutigen Marienplatz, die Mariensäule mit der Marienstatue von Hubert Gerhard errichten.
Maximilian scheute sich aber nicht, im absolutistischen Sinne zu versuchen, Einfluss auf die Kirche auszuüben und den Protestantismus aus Bayern zu vertreiben. So stellte er auch, als ihm die Oberpfalz „zum Eigenthum überwiesen war“, die protestantischen Einwohner vor die Wahl zwischen Bekehrung und Auswanderung. Er errichtete unter der Beratung durch Jesuiten das Kirchliche Polizeiregiment in Baiern. Mit zahlreichen Verordnungen zwang er seine Untertanen bei Strafe unter anderem, das Zechen, Tanzen und Spielen zu unterlassen, die Sonntagsgottesdienste zu besuchen und das Fleischverbot an bestimmten Tagen zu beachten. Seine Polizeiordnung von 1616 forderte von der Geistlichkeit, das Volk in den Predigten zur Beachtung der von ihm erlassenen sittlichen Gebote zu ermahnen. Ihre strengen Bestimmungen betrafen auch Strafen gegen wilde Ehen, Prostitution und Unzucht unter Ledigen; mehrfacher Ehebruch konnte mit dem Tode durch das Schwert bestraft werden. Schwören, Fluchen und Gotteslästerung wurden streng verboten; ein Gotteslästerer wurde auf seinen Befehl hingerichtet.
Er nahm aktiv Anteil an den Bischofswahlen in Bayern und in der Nachbarschaft. So hat er 1611 mit Gewalt den Erzbischof von Salzburg Wolf Dietrich von Raitenau zum Amtsverzicht gezwungen, nachdem dieser die Fürstpropstei Berchtesgaden besetzt hatte.
Die Eingriffe in innerkirchliche Angelegenheiten konnte er sich erlauben, weil er gleichzeitig eine führende Person der Gegenreformation und der Rekatholisierung war. Damit verbunden war die Förderung der katholischen Reform in seinem Machtbereich. Er förderte die Reformorden etwa der Jesuiten, Kapuziner und andere. Das Umfeld Maximilians war stark von Jesuiten geprägt, die einen erheblichen geistigen Einfluss auf ihn ausübten. Seine Beichtväter Johann Buslidius, Adam Contzen und Johannes Vervaux führten für ihn auch diplomatische Missionen aus.
Zwar initiierte er 1601 das Regensburger Religionsgespräch zwischen katholischen und protestantischen Gelehrten. Dieses hatte vor dem Hintergrund der bereits fortgeschrittenen Konfessionalisierung aber keinen Erfolg. Wie schon seine Vorgänger bemühte sich Maximilian, Bistümer mit Verwandten zu besetzen. Dies gilt für Bistümer im bayerischen Umfeld, aber auch in Nordwestdeutschland. So gelang es, Ferdinand von Bayern das Erzbistum Köln zu verschaffen.
Um die Position des katholischen Glaubens auch in der Nebenresidenz Landshut zu stärken, verlegte Maximilian das Kollegiatstift St. Kastulus von Moosburg nach Landshut und ernannte die Hauptkirche St. Martin zur Stiftskirche. Auch in Landshut entstand nun im Zuge der Gegenreformation mit St. Ignatius zu Ende der Renaissance im Übergang zum Frühbarock ein großer Kirchenbau für die Jesuiten.

### Kunstpolitik und Mäzenatentum

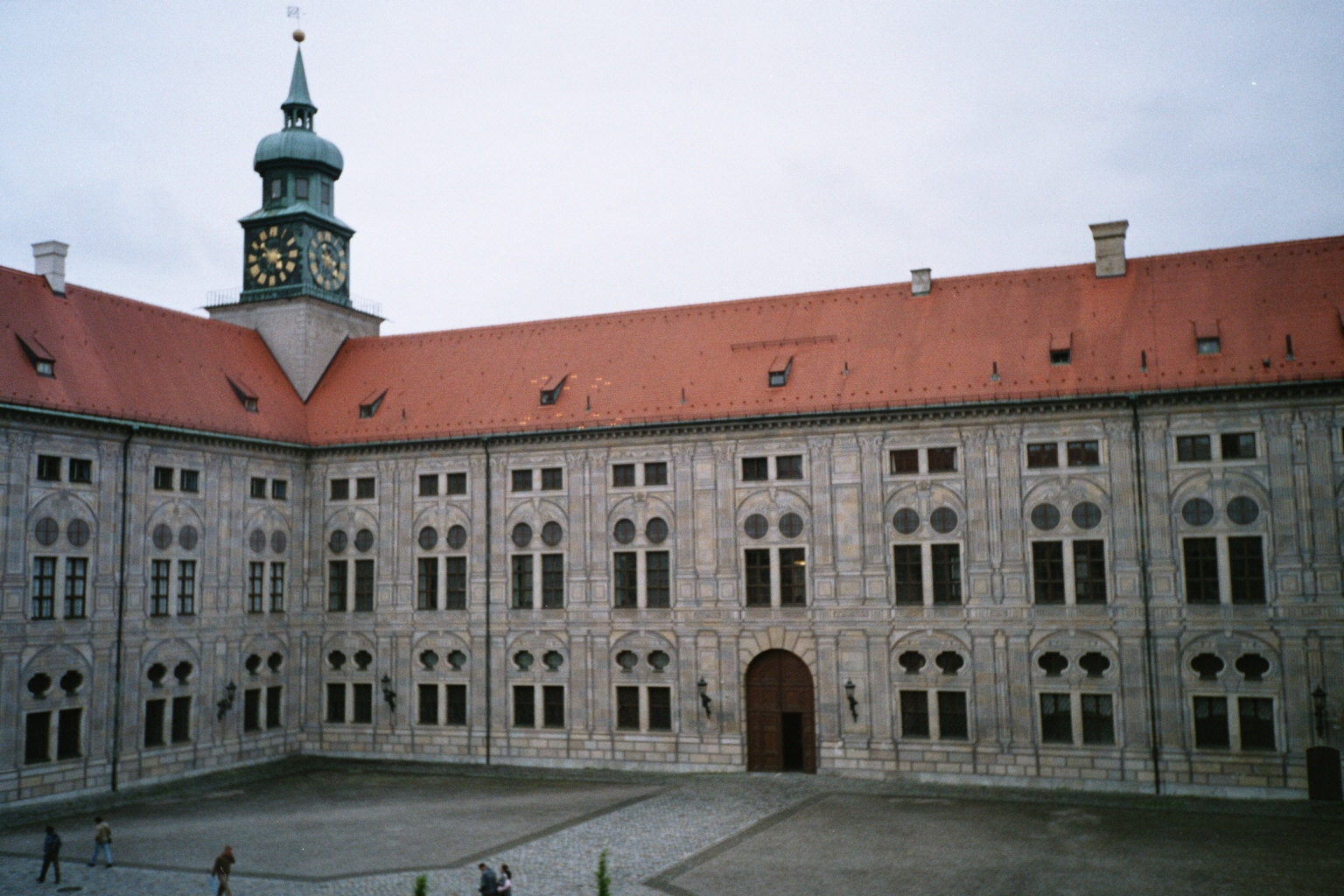
Kaiserhof der Münchner Residenz von 1612–1616

Der fürstlichen Selbstdarstellung diente der Ausbau der Münchner Residenz in zwei großen Bauetappen 1600 bis etwa 1605 und 1612 bis 1616. Damals entstand unter anderem der noch erhaltene Kaiserhof mit den (heute stark restaurierten und rekonstruierten) Prunkzimmern sowie die Hofkapelle und die Reiche Kapelle. In Schleißheim ließ er ab 1617 das Alte Schloss nach dem Vorbild einer italienischen Villa errichten. Maximilian stiftete 1626 auch das Josephspital in München.
Die Förderung von Kunst und Kunsthandwerk war sowohl Ausdruck eines früh geweckten persönlichen Interesses an den Künsten, als auch von Religiosität und von fürstlichem Repräsentationswillen. Er hatte ein gutes Gespür für den Kunstgeschmack der Habsburger Höfe in Wien und Prag oder der päpstlichen Kurie in Rom. Wenig gefördert hat er die Musik. Anders war dies bei Tapisserien, Malerei, Bronzearbeiten oder der Goldschmiedekunst.
Neben seinen neu eingerichteten Wohnräumen im Osten des Grottenhofes richtete er eine private Kammergalerie für eine qualitative Auswahl seiner Gemälde ein, darunter z. B. auch Altdorfers berühmte Alexanderschlacht. Er trat als Sammler der Werke von Albrecht Dürer hervor und bildete damit den Grundstock für dessen Gemälde in der Alten Pinakothek München. Zur Vervollständigung seiner Kunstsammlung unterhielt er einen eigenen Agenten, der ihm eine Reihe bedeutender Arbeiten Augsburger Meister sowie Werke damaliger zeitgenössischer Maler, wie Adam Elsheimer, Joachim von Sandrart, Carlo Saraceni und Peter Paul Rubens besorgte. Hierbei war er nicht zimperlich: So erhielt er 1627 durch sanften Druck auf die Nürnberger Stadtväter das Werk Die vier Apostel, das der Maler seiner Vaterstadt geschenkt hatte. Der Kurfürst ließ die Stadt wissen, dass er das Werk gerne hätte und einen abschlägigen Bescheid als „einen sondern hohen Despect“ nehmen würde. Für seinen Hof arbeiteten verschiedene Künstler wie Peter Candid, Hubert Gerhard, Hans Krumpper, Christof Angermair, Adrian de Vries oder Georg Petel.
Seine Unterstützung der Landesgeschichtsschreibung, die etwa dazu diente, Ludwig den Bayern in einem positiven Licht erscheinen zu lassen, dienten der historischen Legitimierung seiner Herrschaft.

## Äußere Politik und Dreißigjähriger Krieg
In der äußeren Politik lassen sich mehrere Phasen ausmachen. In einer ersten Zeit bis 1619 war er wenig aktiv und wartete ab, danach folgte der Aufstieg zum Höhepunkt seines Einflusses 1630, es folgten Krisenjahre bis 1634/35 und schließlich eine mühsame Zeit der Selbstbehauptung bis 1648. Nach dem Krieg war die Priorität Maximilians der Wiederaufbau seines Landes.

### Vor dem Krieg

Das Heilige Römische Reich 1618

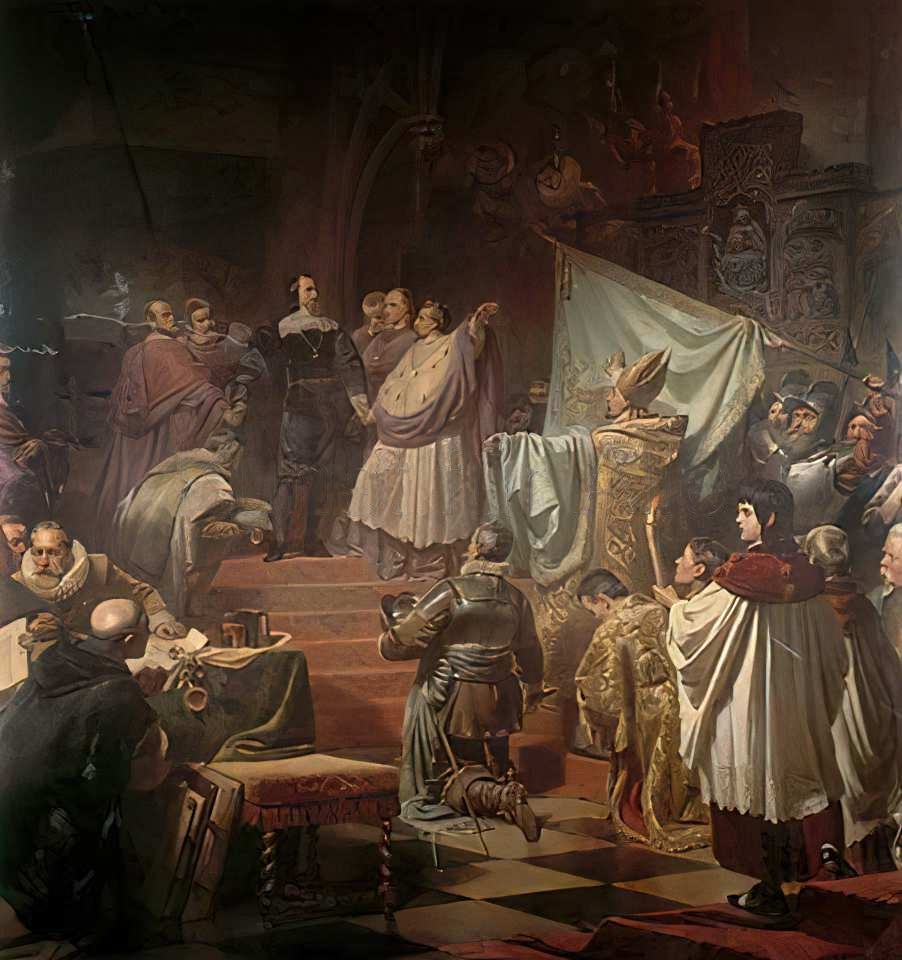
Die Gründung der Katholischen Liga (1609 in München), Historiengemälde von Carl Theodor von Piloty von 1870

Zu Beginn seiner Herrschaft konzentrierte er sich ganz auf die innere Politik und löste sogar den von seinem Großvater begründeten Landsberger Bund auf. 1607 vollzog er die von Kaiser Rudolf II. über die Reichsstadt Donauwörth ausgesprochene Reichsacht. Nach Eroberung der Stadt behielt Maximilian, trotz aller Einsprachen der evangelischen Stände, diese in seinem Besitz. Die deutschen Protestanten verbündeten sich daraufhin 1608 zur Protestantischen Union. Als Reaktion darauf war Maximilian 1609 der Initiator für die Gründung der Katholischen Liga. Als Bundesoberst hatte er die militärische Führung inne und berief als Feldherren der Liga Johann T’Serclaes von Tilly.
Das habsburgische Haus wollte er eigentlich von der Liga, die er zu führen gedachte, ausgeschlossen wissen und widersetzte sich auch der Einmischung der Liga in den Jülich-Klevischen Erbfolgestreit und in die konfessionellen Wirren in den österreichischen Erblanden. Doch ließ er 1610 die Aufnahme Erzherzog Ferdinands zu und unterstützte im August 1619 dessen Wahl zum Kaiser als Nachfolger von Matthias. Maximilian machte die Liga immer stärker zu einem Instrument bayerischer Politik, was das Misstrauen der Habsburger hervorrief. 1616 wurde er gezwungen, die Liga weitgehend aufzulösen und nur noch als einen süddeutschen Sonderbund weiter zu führen. Andererseits brachte Maximilian 1616 die Herrschaft Mindelheim an sich.

### Kriegsbeginn und Höhepunkt des Erfolges

Verleihung der Kurwürde an Herzog Maximilian I. von Bayern auf dem Regensburger Fürstentag 1623
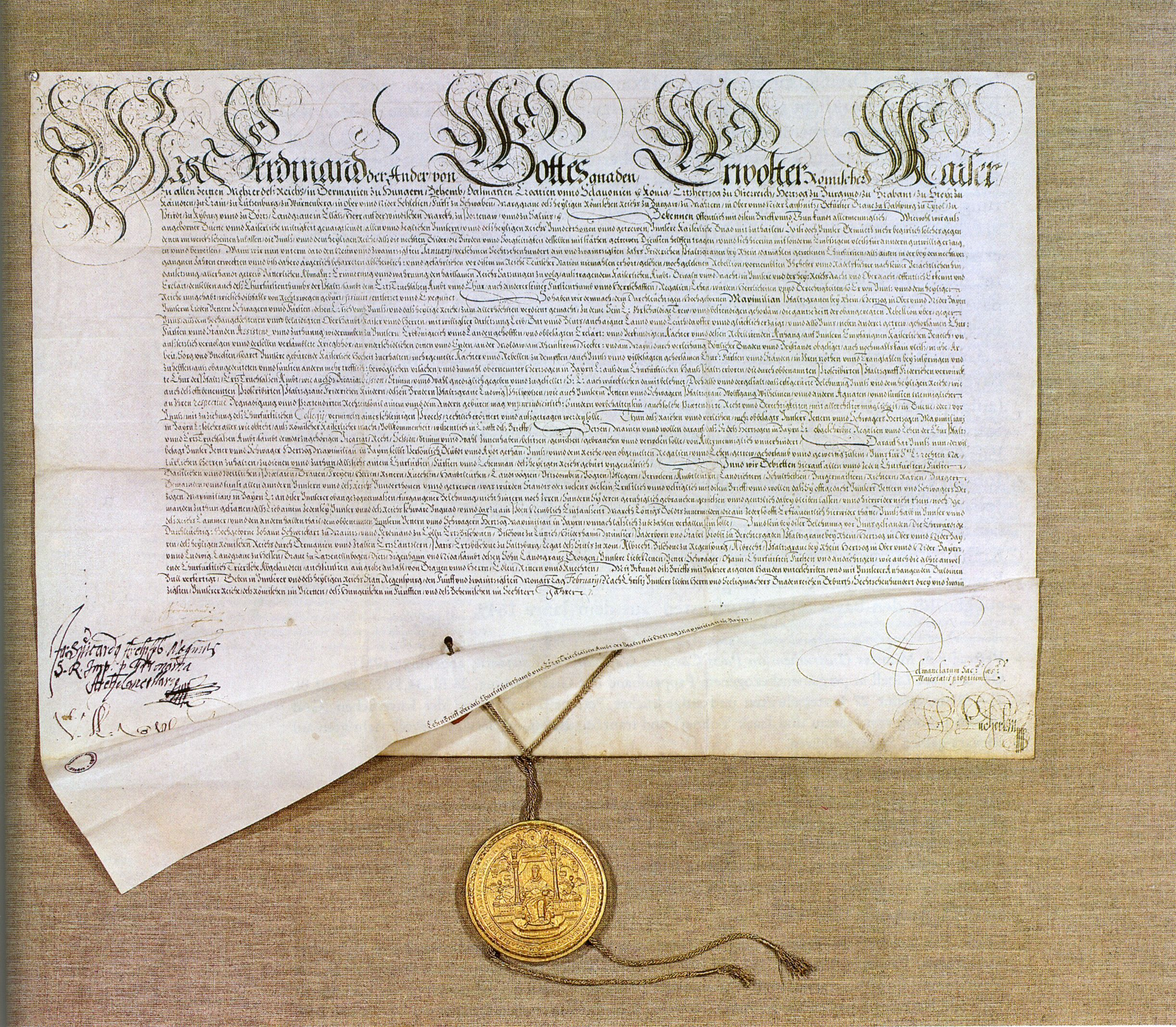
Die Urkunde Ferdinands II. vom 25. Februar 1623 über die Belehnung Maximilians I. mit der pfälzischen Kurwürde. München, Bayerisches Hauptstaatsarchiv
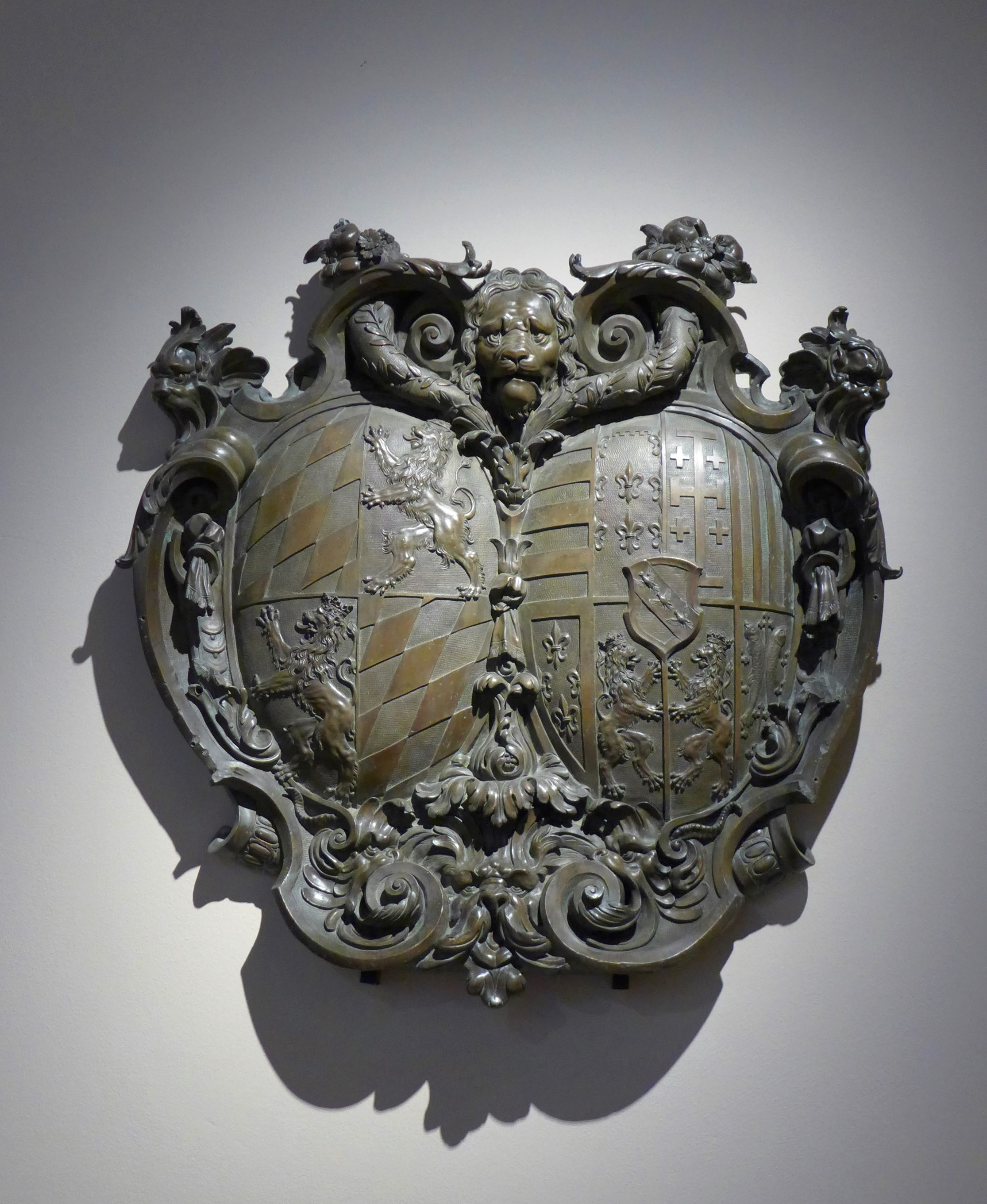
Allianzwappen Bayern-Lothringen (vor 1623), das bayerische Wappen noch ohne Herzschild und Reichsapfel
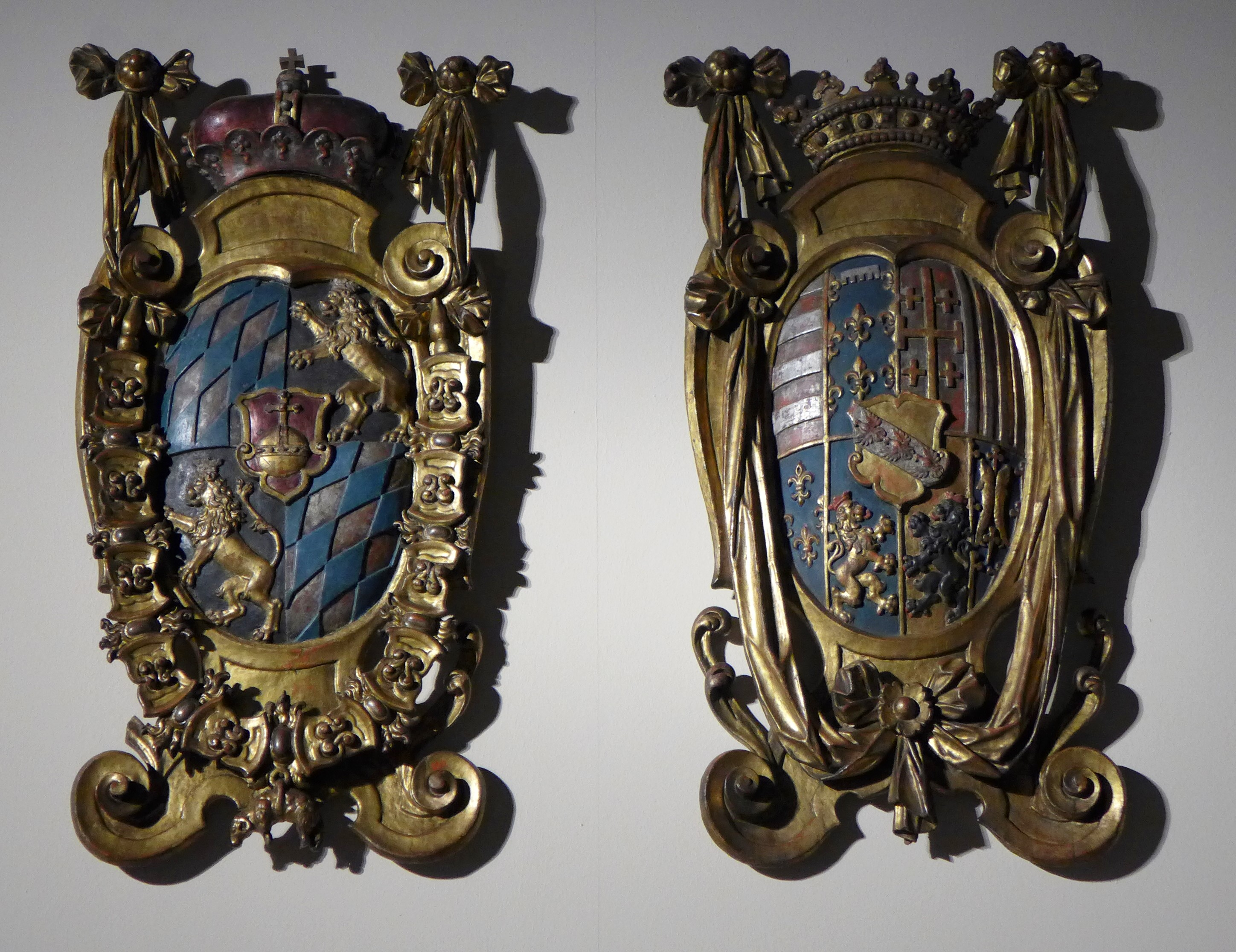
Wappen Maximilians und seiner ersten Ehefrau Elisabeth Renata von Lothringen, einst an den Sockeln der Hochaltarsäulen der Münchener Frauenkirche

Vor dem Hintergrund des Konfliktes mit Habsburg war er nach dem Beginn des Böhmischen Aufstandes (Zweiter Prager Fenstersturz) nur dann bereit, die Liga wieder neu zu organisieren, wenn diese vom Kaiser unabhängig bleiben und er für seinen Einsatz angemessen entschädigt würde. Auf dieser Basis schloss er im Namen der Liga am 8. Oktober 1619 in München einen Vertrag mit Ferdinand II. und stellte eine Armee von 30.000 Mann zur Unterstützung des Kaisers auf. Diese Truppen wurden  aber der Liga zugeordnet und blieben damit unter  Kontrolle von Maximilian. Im Gegenzug versprach ihm Ferdinand den Ersatz der anfallenden Kriegskosten, sagte ihm die zunächst pfandweise Überlassung eroberter Gebiete zu und versprach Maximilian schließlich auch die Übertragung der pfälzischen Kurwürde auf Bayern und die Eingliederung der Oberpfalz in seinen Herrschaftsbereich zu. Nicht nur Eigennutz, sondern auch Maximilians Wille, den Status quo im Reich aufrechtzuerhalten, bewogen Maximilian in den folgenden Jahren, den Kaiser zu unterstützen.
Die Truppen der Liga eroberten Österreich ob der Enns, dessen protestantischer Adel sich den böhmischen Aufständischen angeschlossen hatte. Ein Heer der Liga und kaiserlicher Truppen, aber faktisch unter bayerischer Führung, besiegte am 8. November 1620 auf dem Weißen Berg bei Prag die böhmischen Protestanten unter Friedrich V. Maximilian nahm sodann ohne größere Anstrengung die Oberpfalz ein. Mit spanischer Hilfe eroberte er danach die Kurpfalz. Die Heidelberger Bibliotheca Palatina überließ Maximilian Papst Gregor XV. zum Dank für dessen Unterstützung.
Wie verabredet erhielt er für seine Hilfe auf dem Regensburger Fürstentag 1623 die Kurwürde auf Lebenszeit. Die Oberpfalz und Oberösterreich hatte er als Pfandbesitz inne. Zwischen 1623 und 1629 befanden sich das Heer der Liga unter Tilly und die kaiserliche Armee unter Wallenstein auf dem Vormarsch und besetzten fast ganz Norddeutschland. Maximilian, der Wallensteins selbst geworbene kaiserliche Armee zunächst als untergeordnete Unterstützung der von ihm geführten Liga angesehen hatte, war durch deren immenses Anwachsen bald beunruhigt und fühlte sich von dem böhmischen Emporkömmling, der Norddeutschland bis an die dänische und polnische Grenze unterwarf, auf die Seite geschoben.
Maximilian ließ die weitgehend protestantische Oberpfalz rekatholisieren. Im Jahr 1628 wurde der Katholizismus zur alleinigen Konfession erklärt. Wie in den Gebieten der Habsburger waren die Jesuiten die Träger der Rekatholisierung. Auch die Vorgehensweise ähnelte der in den Habsburger Gebieten. Widerstand wurde durch die Einquartierung von Soldaten gebrochen. Der Prozess der Rekatholisierung wurde anschließend bis 1675 weitgehend beendet. Ähnlich agierte Maximilian auch in der rheinischen Kurpfalz bis zum Ende des Krieges.
Auf dem Kurfürstentag in Mühlhausen wurde die überragende Macht des Kaisers und der von Maximilian geführten Liga augenfällig, als auch die protestantischen Kurfürsten die bayerische Kurwürde anerkannten. Im Jahr 1628 wurde ihm förmlich von Ferdinand II. die erbliche Kurwürde zugestanden, die zuvor seinem pfälzisch-wittelsbachischen protestantischen Vetter Friedrich, dem böhmischen „Winterkönig“, aberkannt worden war. Außerdem erhielt er die Friedrich weggenommenen Gebiete der Oberpfalz und der rechtsrheinischen Unterpfalz sowie das habsburgische Oberösterreich zur Begleichung der Kriegskosten als erblichen Besitz. Auf Oberösterreich verzichtete er nach den Erfahrungen mit dem Bauernaufstand von 1626. Die Sicherung der Oberpfalz und der Kurwürde bestimmten im Folgenden seine Politik im Wesentlichen mit.
Dies beeinflusste auch seine Politik gegenüber Spanien und Frankreich. Sein Verhältnis zu den Spaniern war wegen deren Haltung in der pfälzischen Frage und seiner Weigerung, die Liga im Krieg in den Niederlanden einzusetzen, schwierig. Dagegen erhoffte er sich von Frankreich Unterstützung in der Kurfrage und sagte zu, die Spanier im Kampf gegen Frankreich nicht zu unterstützen. Richelieu versuchte Maximilian von seiner kaisernahen Politik abzubringen. Maximilian seinerseits war bestrebt, die gegen Kaiser und Reich gerichtete Politik Richelieus zu beenden und diesen in eine antiprotestantische Koalition einzubeziehen.
Der Erfolg der katholischen Partei wurde im Frieden von Lübeck vom 22. Mai 1629 deutlich. Dass dieser Erfolg nicht zu einem dauerhaften Frieden führte, hatte auch damit zu tun, dass Ferdinand II. am 6. März 1629 das Restitutionsedikt erließ. Dieses zielte ab auf die Rückgabe aller – seit dem Augsburger Religionsfrieden von 1555 – von Protestanten übernommenen Kirchengüter, einschließlich der Klöster, Reichsstifter und Fürstbistümer an die katholische Kirche, zum Zwecke der Stärkung des Katholizismus in Deutschland, der ökonomischen Schwächung der protestantischen Reichsstände und nicht zuletzt zur Versorgung der nachgeborenen katholischen Prinzen mit Sinekuren. Maximilian hatte insofern Mitschuld an der Fortsetzung des Krieges, weil er das Edikt ausdrücklich begrüßte und 1630 die auf dem Regensburger Kurfürstentag diskutierte Rücknahme als Kompromissformel strikt ablehnte, was in der Folge zur Solidarisierung der protestantischen Stände und schließlich auch zum Eingreifen der Schweden führte.
Als Ferdinand II. aber neben der Niederwerfung des Protestantismus auch die Herstellung eines absoluten Kaisertums mit Hilfe des Wallenstein'schen Heeres anstrebte und damit die Rechte der Reichsfürsten bedrohte, ferner zusammen mit den spanischen Habsburgern den gegen Frankreich geführten Mantuanischen Erbfolgekrieg anzettelte und dazu noch Reichstruppen einsetzte, um die Spanischen Niederlande gegen die Holländische Republik zu unterstützen, widersetzte sich Maximilian und bewirkte 1630 auf dem Regensburger Kurfürstentag die Reduktion des kaiserlichen Heeres sowie Wallensteins Absetzung – obgleich Letzterer weder die italienischen noch die niederländischen Feldzüge befürwortet hatte. Auch erzwang er die Rückgabe Mecklenburgs an dessen vertriebene Herzöge, da er die Belehnung Wallensteins als einen üblen Präzedenzfall für die Verdrängung alteingesessener Reichsfürsten durch habsburgische Soldatenfürsten ansah, wie es kurzzeitig auch Pappenheim mit dem Fürstentum Braunschweig-Wolfenbüttel angestrebt hatte. Der zeitweise erwogene Plan, Maximilian den Oberbefehl zu übertragen, scheiterte – als Kompromiss wurde dieser zunächst Tilly gegeben, der damit vom bayerischen General der Liga zugleich zum kaiserlichen wurde, mit unklaren Befehlswegen.

### Neutralitätspolitik und Niederlagen

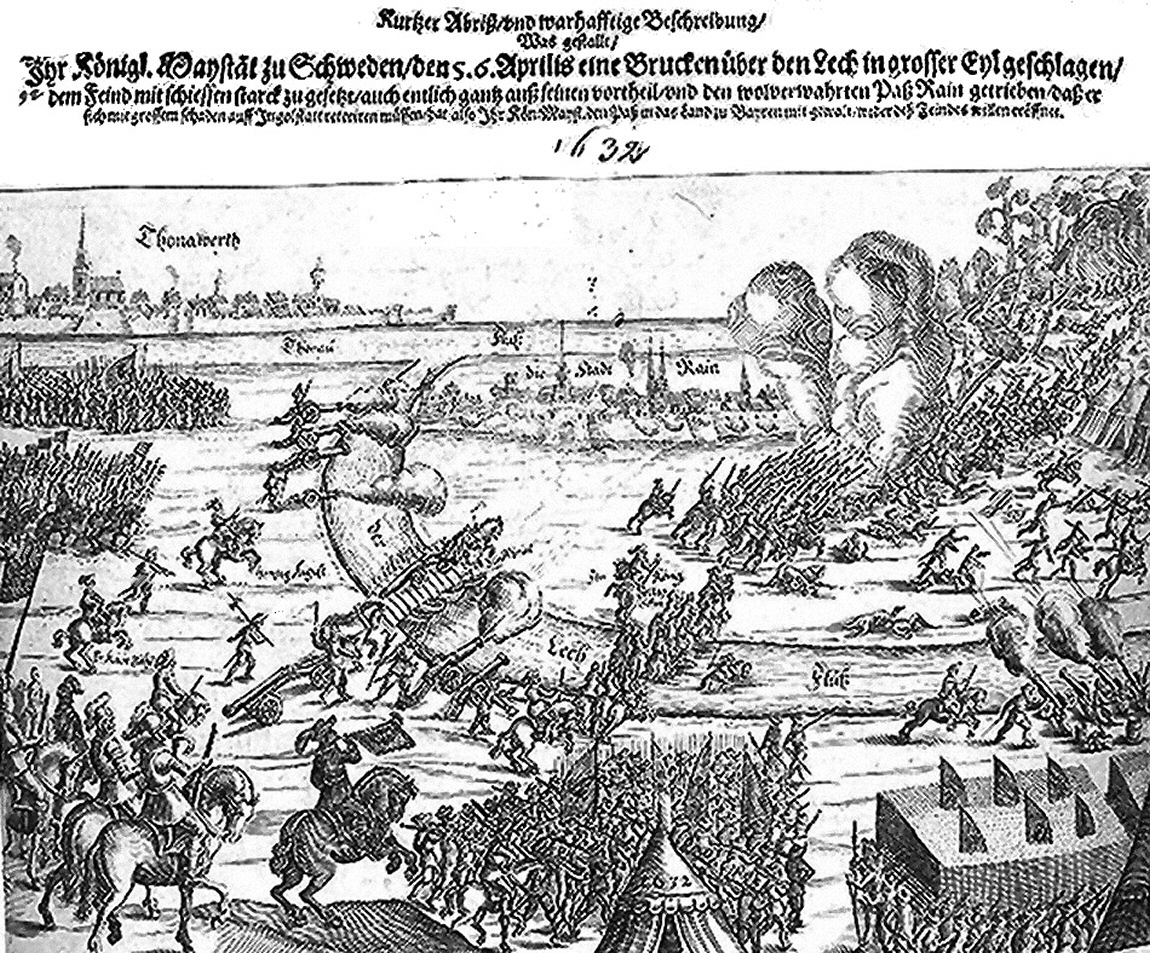
Zeitgenössische Darstellung der Schlacht bei Rain am Lech

Verschiedene Faktoren, etwa die französische Zusage, Maximilians Kurwürde und dessen Besitz der Oberpfalz anzuerkennen, führten im Mai 1631 zum Vertrag von Fontainebleau, in dem Maximilian mit Frankreich einen Neutralitäts- und Beistandspakt schloss. Unberührt davon blieben seine Pflichten gegenüber Kaiser und Reich. Richelieu bemühte sich mit dem Ziel, Ferdinand II. politisch zu isolieren, bei Maximilian auch darum, dass sich die katholische Liga gegenüber Gustav Adolf von Schweden neutral erklären sollte. Weil die Schweden dafür eine Trennung der Liga vom Kaiser forderten, ging Maximilian darauf nicht ein.
Eine neue Situation ergab sich mit dem Siegeszug von Gustav Adolf. Nach Tillys Niederlage bei Breitenfeld am 17. September 1631 brach die katholische Vorherrschaft über das nördliche Deutschland zusammen. Maximilian ging auf ein französisches Vermittlungsangebot ein. Widerstrebend war er bereit, sich vom Kaiser zu trennen, um als neutral zu gelten. Dies scheiterte jedoch daran, dass Gustav Adolf für ihn nicht akzeptable Bedingungen stellte. Für Richelieu war das Bündnis mit Schweden wichtiger; er ließ Maximilian fallen und nahm dafür den Bruch des Vertrages von Fontainebleau in Kauf.
Auch Maximilians Politik war damit gescheitert. In der Schlacht bei Rain am Lech 1632 wurde Tilly tödlich verwundet und in der Folge wurden weite Teile Bayerns von den Schweden besetzt. Maximilian musste aus München fliehen und zog sich nach Braunau am Inn zurück. Auf Grund seiner geschwächten Position konnte er nicht verhindern, dass Wallenstein erneut die Befehlsgewalt über das kaiserliche Heer übertragen wurde. Wallenstein hielt sich in der Folge mit der Unterstützung Bayerns gegen  verschiedene schwedische Vorstöße zurück. Es gab dafür zwar militärische Begründungen, aber der Verdacht lag nahe, dass sich Wallenstein absichtlich zurückhielt, um Maximilian zu schaden. Das Misstrauen des Kurfürsten gegenüber Wallenstein wuchs noch, als der Generalissimus nach der erfolgreichen Schlacht bei Lützen im darauffolgenden Jahr weitgehend untätig blieb. Maximilian nahm engere Kontakte mit den Spaniern auf, die damit zu Gegnern Wallensteins wurden. König Philipp IV. entsandte 1633 erstmals einen ständigen Gesandten nach Bayern. Die Armee der Liga unterstützte Spanien daraufhin dabei, der belagerten Festung Breisach Entsatz zu bringen. Im dadurch nicht mehr ausreichend geschützten Bayern musste Maximilian dafür im November 1633 die Eroberung der zuvor von bayerischen Truppen unter Bruch vorheriger Absprachen überfallartig besetzten Stadt Regensburg durch die Schweden hinnehmen. Damit hatte Maximilian die Stadt wieder verloren, die er nach ihrer Besetzung durch seine Truppen mit viel Aufwand zu einer Festung hatte ausbauen lassen. Auch gegen den schwerwiegenden Verlust von Regensburg hatte Wallenstein nichts unternommen.
Maximilian war infolge dieser Erfahrungen bestrebt, Wallenstein erneut seines Postens zu entheben, und forderte dies auch von Ferdinand II. Nicht zuletzt dieser Druck führte zu dessen Entschluss, den Generalissimus fallen zu lassen. Maximilian war indes nicht in Wallensteins Ermordung verwickelt.

### Zweite Kriegshälfte

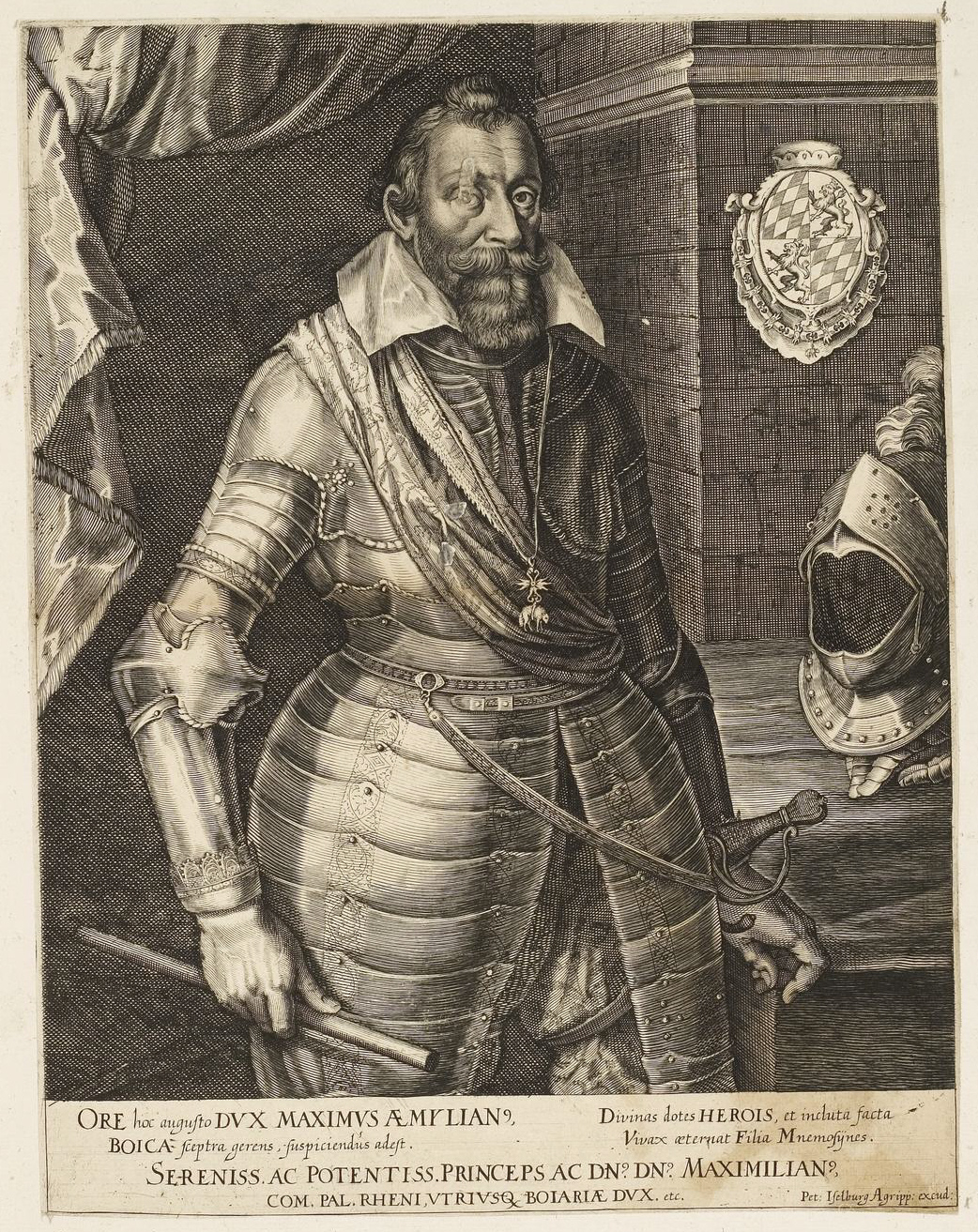
Maximilian als Kriegsherr

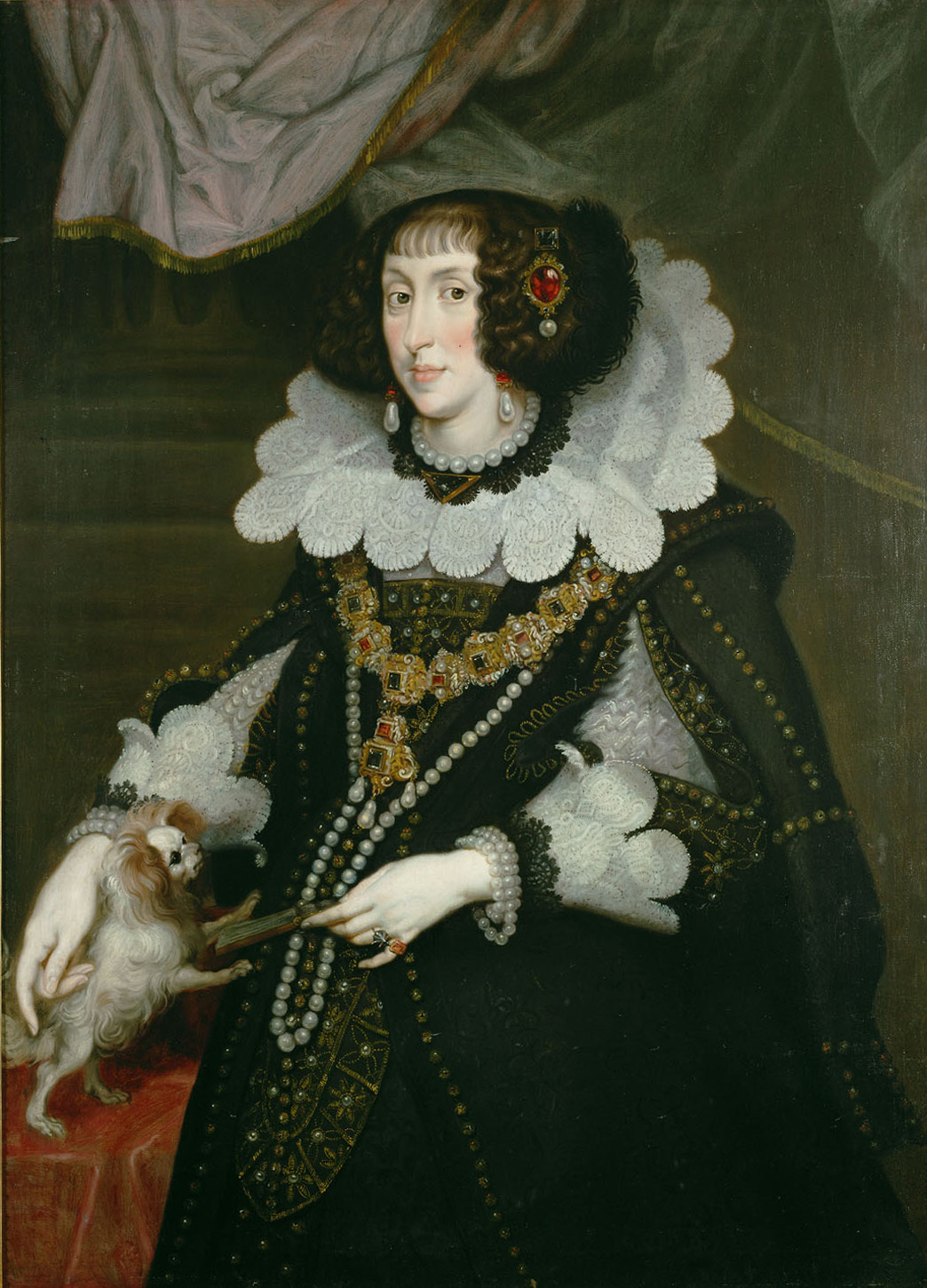
Maria Anna von Österreich, die zweite Gemahlin

Nach dem Tod Wallensteins war es die Absicht des neuen Oberbefehlshabers der kaiserlichen Armee, Erzherzog Ferdinand, König von Ungarn, nicht nur mit Spanien und seinem Cousin, dem Kardinalinfanten Ferdinand von Spanien militärisch eng zusammenzuarbeiten, sondern auch mit Bayern und seinem Onkel und baldigen Schwager, dem Kurfürsten Maximilian, der die Truppen der Liga befehligte. Diese weitsichtigen militärischen Planungen führten im Juli 1634 im Zusammenwirken mit einem kaiserlichen Heer zur Rückeroberung der von den Schweden im Laufe der Kämpfe um Regensburg (1632–1634) besetzten Stadt. Bei den Übergabeverhandlungen konnte es der Kurfürst aber nicht wie gewünscht  erreichen, Teile der Stadt Regensburg durch bayerische Truppen besetzen zu dürfen. Die Besatzung der Stadt wurde ausschließlich durch kaiserliche Truppen gestellt, um die weitere Unabhängigkeit der Frei-Stadt abzusichern, die sich allein dem Kaiser verpflichtet fühlte.
Nach Abschluss der Verhandlungen folgte das bayerische Liga-Heer dem kaiserlichen Heer nach Westen, um dort nach Zusammenschluss mit einem spanischen Heer in Württemberg den großen Sieg bei Nördlingen im September 1634 zu erringen. Die schwedische Stellung im südlichen Deutschland brach als Folge dieser Niederlage zusammen. Das hatte aber auch zur Folge, dass Frankreich offen in den Krieg eintrat.
Maximilian begrüßte die Friedensverhandlungen auf Reichsebene, die 1635 zum Frieden von Prag führten und Kursachsen wieder an die Seite des Kaisers brachten. Er überließ die Verhandlungen dabei der kaiserlichen Seite, um nicht die notwendigen konfessionspolitischen Zugeständnisse verantworten zu müssen. Die Kurwürde Maximilians sowie sein Besitz der Ober- und Unterpfalz wurden bestätigt. Allerdings wurde das Restitutionsedikt weitgehend zurückgenommen, und Maximilian musste die katholische Liga auflösen. Stattdessen wurde ihm ein Teil der neuen Reichsarmee unterstellt, die Maximilian in der Praxis wie eine bayerische Armee führte, diese aber auch finanzieren musste. 1635 heiratete der kinderlose Witwer in Wien seine Nichte, die 37 Jahre jüngere Erzherzogin Maria Anna von Österreich (1610–1665), Tochter Ferdinands II. Im folgenden Jahr schenkte sie ihm endlich den ersehnten Erben Ferdinand Maria, nachdem bis dahin immer sein Bruder Albrecht als Thronfolger gegolten hatte.
In der Folgezeit waren die bayerischen Truppen verschiedentlich erfolgreich. Namentlich in den letzten Jahren des Krieges zeichneten sich seine Truppen unter den Generälen Mercy und Werth im Kampf gegen die Franzosen aus. Aber die Kriegshandlungen kamen der bayerischen Grenze immer näher, 1645 konnte ein französisches Vordringen nach der Schlacht bei Alerheim nur mühsam abgewehrt werden. Maximilian wollte daher Frieden für sein Land, ohne seine Erwerbungen und die Kurwürde aufgeben zu müssen. Auch weitere Zugeständnisse in der Konfessionsfrage wollte er vermeiden. Er war bereit, Frankreich etwa in der Frage der Herrschaft über das Elsaß erheblich entgegenzukommen. Vor dem Hintergrund der Drohung Maximilians, ein separates Abkommen mit Frankreich zu schließen, kam es 1646 zu einem kaiserlich-französischen Abkommen über die territoriale Frage. Frankreich stimmte zu, dass Bayern die Kurwürde und die Oberpfalz behalten sollte. Für die wieder eingesetzten Pfalzgrafen sollte eine weitere Kur geschaffen werden. Dem stimmte Ferdinand III. unter dem Druck Maximilians zu.
Nach langer Zeit wurde Bayern 1646 wieder zum Kriegsschauplatz. Der Sommerfeldzug eines schwedisch-französischen Heeres unter Carl Gustaf Wrangel und Turenne sollte Bayern seiner Mittel zur Weiterführung des Krieges berauben, wodurch das Land schwer verheert wurde. Erst Ende November 1646 verließen die plündernden Heere Bayern auf Befehl des regierenden Ministers von Frankreich Jules Mazarin, der hoffte, die bereits laufenden Friedensverhandlungen beschleunigen zu können. Da aber der Kaiser nicht bereit war, ohne Spanien einem Waffenstillstand zuzustimmen, schloss Maximilian am 14. März 1647 ohne ihn mit Frankreich und Schweden den Ulmer Waffenstillstand. Der bayerische Reitergeneral Johann von Werth wechselte daraufhin seinen Dienstherren und schloss sich den kaiserlichen Truppen an. Da Maximilian von den Franzosen jedoch keine Garantie für den Fall eines alleinigen schwedischen Angriffes erhielt, versöhnte er sich bald darauf wieder mit dem Kaiser und schloss mit ihm am 7. September den Vertrag von Passau.

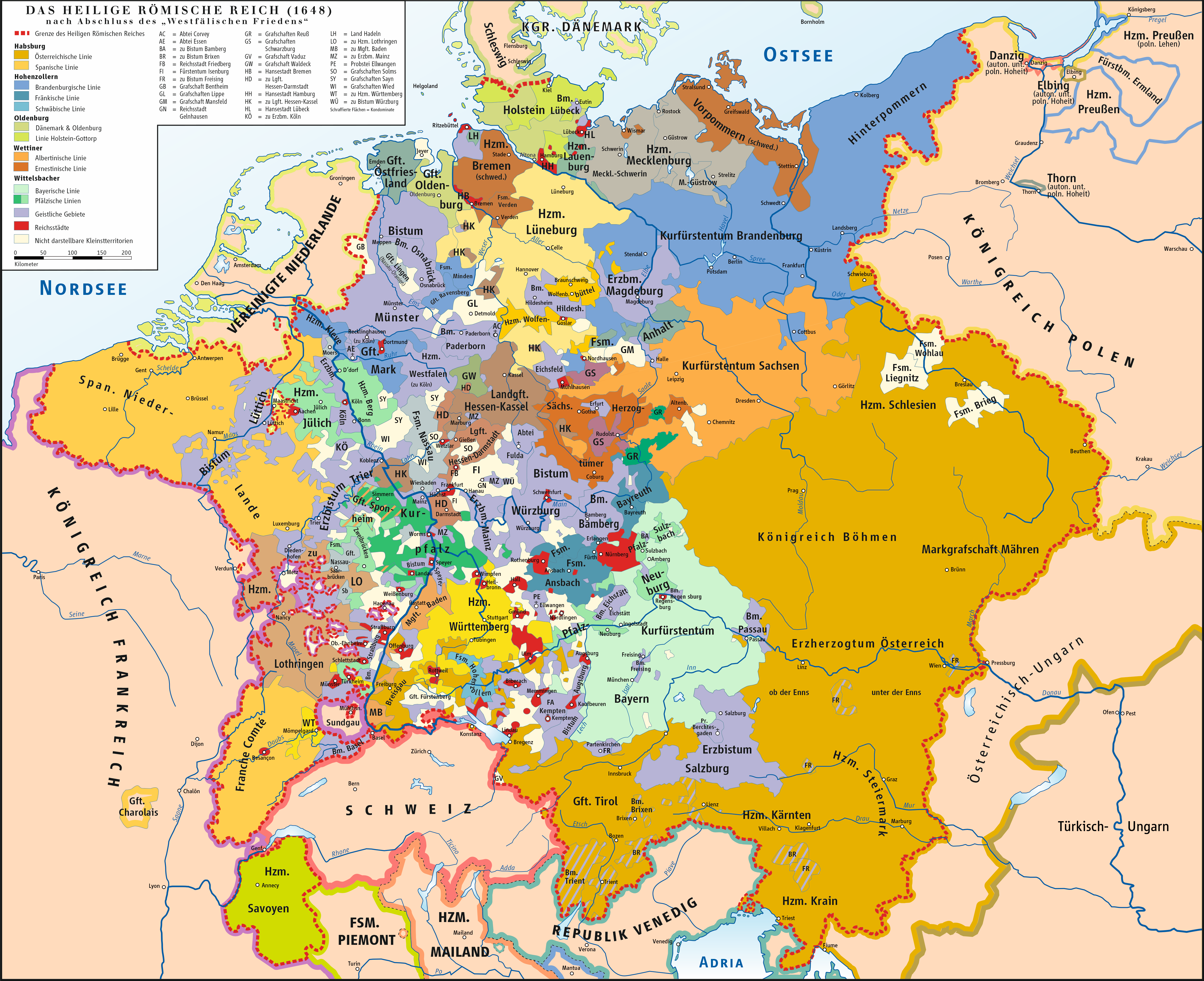
Das Heilige Römische Reich 1648

Maximilian kündigte den Waffenstillstand auf. Aber nach anfänglichen Erfolgen gelang es nicht, den erneuten Einmarsch der Franzosen und Schweden im Frühjahr 1648 nach Bayern zu verhindern. Maximilian drängte den Kaiser zu Zugeständnissen bei den Verhandlungen zum Westfälischen Frieden. Unter dem Druck Maximilians stimmte der Kaiser dem Friedensschluss auch ohne Beteiligung der Spanier zu. Am 5. Oktober 1648 kam es bei Dachau zum letzten größeren Gefecht des Krieges, in dem die kaiserlich-bayerischen Truppen erfolgreich waren. Im Westfälischen Frieden behielt Maximilian die Oberpfalz und die Kurwürde nebst dem kaiserlichen Truchsessamt. Für die Kurpfalz wurde eine neue, achte Kurwürde geschaffen.

## Letzte Jahre
Nach dem Krieg begann Maximilian mit dem Wiederaufbau seines Landes. Um die finanziellen Mittel dazu zu haben, wurde die Armee so bald wie möglich entlassen. Zu den Gewinnern des Krieges gehörten jedoch auch die Reichsfürsten, die nun eine Dominanz des Kaisers außerhalb der habsburgischen Erblande unmöglich machten. 
Gegen Ende seines Lebens widmete er sich fast ausschließlich der Religion. Maximilian starb am 27. September 1651 auf einer Wallfahrt in Ingolstadt. Der Leichnam wurde seziert und anschließend getrennt bestattet: die Eingeweide wurden in einem eigens dafür geschaffenen Mausoleum im Liebfrauenmünster in Ingolstadt, das Herz in der Gnadenkapelle in Altötting und der Leib in St. Michael in München beigesetzt.
Maximilian hinterließ dem neuen Kurfürsten Ferdinand Maria nicht nur einen wieder vorhandenen und von Kriegsschulden freien Staatsschatz, sondern auch die kurz vor seinem Tode eigenhändig verfassten Erinnerungen und Ermahnungen zur praktischen Politik eines „guten Fürsten“.

## Rezeption

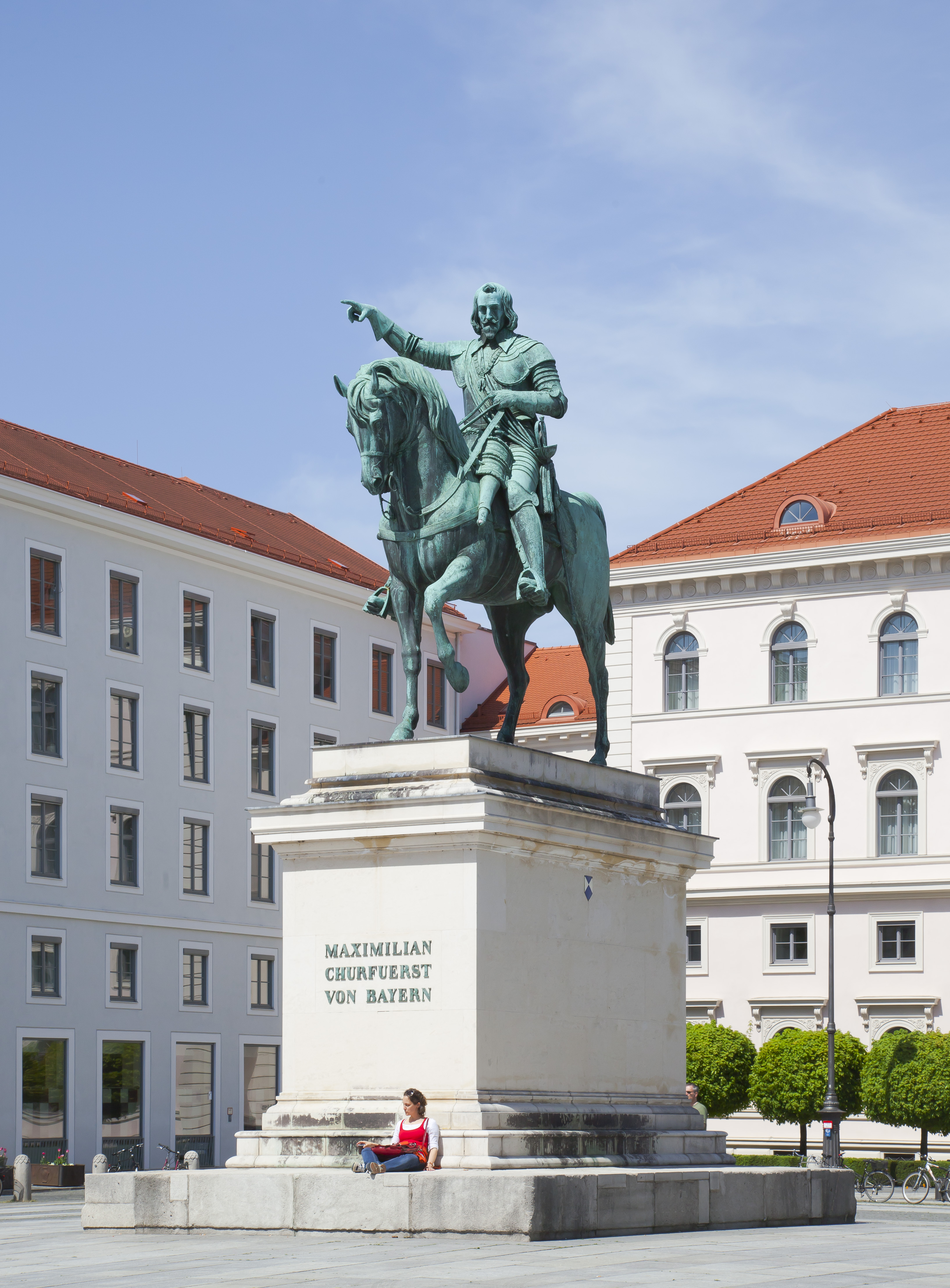
Reiterstandbild Maximilians I. auf dem Wittelsbacherplatz in München

Ab dem 19. Jahrhundert steigerte sich das Interesse an Maximilian und er wurde als „Der große Kurfürst“ bezeichnet. König Ludwig I. errichtete ihm 1839 auf dem Wittelsbacher Platz in München ein prächtiges Reiterstandbild nach Thorwaldsens Entwurf.
Maximilian prägte die Wittelsbacher Position in den weiteren Jahrhunderten in seiner Überzeugung von der Würde seines Amtes und von der glänzenden Bestimmung seines Hauses, die sich in festlicher Repräsentation (maximilianische 'repraesentatio maiestatis') und in der Kunst, vor allem der Baukunst, manifestierte. Seit seiner Regentschaft hat das kleine Bayern eine wichtige Rolle im Konzert der europäischen Mächte gespielt. Sein Machtstreben bildete die Grundlage für den bayerisch-österreichischen Interessenskonflikt.
Insbesondere die katholische Verwurzelung Maximilians wurde im Kulturkampf hervorgehoben. So sei es zwar möglich, dass machtpolitische Gründe diese Entscheidung beeinflussten, ausschlaggebend könnte jedoch der konservative Gedanke und das Festhalten am althergebrachten Glauben gewesen sein.

## Ahnentafel
| Wilhelm IV. Herzog von Bayern | Wilhelm IV. Herzog von Bayern | Wilhelm IV. Herzog von Bayern | Wilhelm IV. Herzog von Bayern | Wilhelm IV. Herzog von Bayern | Wilhelm IV. Herzog von Bayern |                               |                               | Maria Jakobäa von Baden       | Maria Jakobäa von Baden       | Maria Jakobäa von Baden | Maria Jakobäa von Baden | Maria Jakobäa von Baden      | Maria Jakobäa von Baden      |                              |                              | Ferdinand I. Römisch-deutscher Kaiser | Ferdinand I. Römisch-deutscher Kaiser | Ferdinand I. Römisch-deutscher Kaiser | Ferdinand I. Römisch-deutscher Kaiser | Ferdinand I. Römisch-deutscher Kaiser | Ferdinand I. Römisch-deutscher Kaiser |                     |                     | Anna von Böhmen und Ungarn | Anna von Böhmen und Ungarn | Anna von Böhmen und Ungarn | Anna von Böhmen und Ungarn | Anna von Böhmen und Ungarn | Anna von Böhmen und Ungarn |  |  | Anton II. Herzog von Lothringen | Anton II. Herzog von Lothringen | Anton II. Herzog von Lothringen | Anton II. Herzog von Lothringen | Anton II. Herzog von Lothringen | Anton II. Herzog von Lothringen |                                |                                | Renée de Bourbon-Montpensier   | Renée de Bourbon-Montpensier   | Renée de Bourbon-Montpensier | Renée de Bourbon-Montpensier | Renée de Bourbon-Montpensier | Renée de Bourbon-Montpensier |                       |                       | Christian II. König von Dänemark, Norwegen und Schweden | Christian II. König von Dänemark, Norwegen und Schweden | Christian II. König von Dänemark, Norwegen und Schweden | Christian II. König von Dänemark, Norwegen und Schweden | Christian II. König von Dänemark, Norwegen und Schweden | Christian II. König von Dänemark, Norwegen und Schweden |                        |                        | Isabella von Österreich | Isabella von Österreich | Isabella von Österreich | Isabella von Österreich | Isabella von Österreich | Isabella von Österreich |
| Wilhelm IV. Herzog von Bayern | Wilhelm IV. Herzog von Bayern | Wilhelm IV. Herzog von Bayern | Wilhelm IV. Herzog von Bayern | Wilhelm IV. Herzog von Bayern | Wilhelm IV. Herzog von Bayern |                               |                               | Maria Jakobäa von Baden       | Maria Jakobäa von Baden       | Maria Jakobäa von Baden | Maria Jakobäa von Baden | Maria Jakobäa von Baden      | Maria Jakobäa von Baden      |                              |                              | Ferdinand I. Römisch-deutscher Kaiser | Ferdinand I. Römisch-deutscher Kaiser | Ferdinand I. Römisch-deutscher Kaiser | Ferdinand I. Römisch-deutscher Kaiser | Ferdinand I. Römisch-deutscher Kaiser | Ferdinand I. Römisch-deutscher Kaiser |                     |                     | Anna von Böhmen und Ungarn | Anna von Böhmen und Ungarn | Anna von Böhmen und Ungarn | Anna von Böhmen und Ungarn | Anna von Böhmen und Ungarn | Anna von Böhmen und Ungarn |  |  | Anton II. Herzog von Lothringen | Anton II. Herzog von Lothringen | Anton II. Herzog von Lothringen | Anton II. Herzog von Lothringen | Anton II. Herzog von Lothringen | Anton II. Herzog von Lothringen |                                |                                | Renée de Bourbon-Montpensier   | Renée de Bourbon-Montpensier   | Renée de Bourbon-Montpensier | Renée de Bourbon-Montpensier | Renée de Bourbon-Montpensier | Renée de Bourbon-Montpensier |                       |                       | Christian II. König von Dänemark, Norwegen und Schweden | Christian II. König von Dänemark, Norwegen und Schweden | Christian II. König von Dänemark, Norwegen und Schweden | Christian II. König von Dänemark, Norwegen und Schweden | Christian II. König von Dänemark, Norwegen und Schweden | Christian II. König von Dänemark, Norwegen und Schweden |                        |                        | Isabella von Österreich | Isabella von Österreich | Isabella von Österreich | Isabella von Österreich | Isabella von Österreich | Isabella von Österreich |
|                               |                               |                               |                               |                               |                               |                               |                               |                               |                               |                         |                         |                              |                              |                              |                              |                                       |                                       |                                       |                                       |                                       |                                       |                     |                     |                            |                            |                            |                            |                            |                            |  |  |                                 |                                 |                                 |                                 |                                 |                                 |                                |                                |                                |                                |                              |                              |                              |                              |                       |                       |                                                         |                                                         |                                                         |                                                         |                                                         |                                                         |                        |                        |                         |                         |                         |                         |                         |                         |
|                               |                               |                               |                               | Albrecht V. Herzog von Bayern | Albrecht V. Herzog von Bayern | Albrecht V. Herzog von Bayern | Albrecht V. Herzog von Bayern | Albrecht V. Herzog von Bayern | Albrecht V. Herzog von Bayern |                         |                         |                              |                              |                              |                              |                                       |                                       |                                       |                                       | Anna von Österreich                   | Anna von Österreich                   | Anna von Österreich | Anna von Österreich | Anna von Österreich        | Anna von Österreich        |                            |                            |                            |                            |  |  |                                 |                                 |                                 |                                 | Franz I. Herzog von Lothringen  | Franz I. Herzog von Lothringen  | Franz I. Herzog von Lothringen | Franz I. Herzog von Lothringen | Franz I. Herzog von Lothringen | Franz I. Herzog von Lothringen |                              |                              |                              |                              |                       |                       |                                                         |                                                         |                                                         |                                                         | Christina von Dänemark                                  | Christina von Dänemark                                  | Christina von Dänemark | Christina von Dänemark | Christina von Dänemark  | Christina von Dänemark  |                         |                         |                         |                         |
|                               |                               |                               |                               | Albrecht V. Herzog von Bayern | Albrecht V. Herzog von Bayern | Albrecht V. Herzog von Bayern | Albrecht V. Herzog von Bayern | Albrecht V. Herzog von Bayern | Albrecht V. Herzog von Bayern |                         |                         |                              |                              |                              |                              |                                       |                                       |                                       |                                       | Anna von Österreich                   | Anna von Österreich                   | Anna von Österreich | Anna von Österreich | Anna von Österreich        | Anna von Österreich        |                            |                            |                            |                            |  |  |                                 |                                 |                                 |                                 | Franz I. Herzog von Lothringen  | Franz I. Herzog von Lothringen  | Franz I. Herzog von Lothringen | Franz I. Herzog von Lothringen | Franz I. Herzog von Lothringen | Franz I. Herzog von Lothringen |                              |                              |                              |                              |                       |                       |                                                         |                                                         |                                                         |                                                         | Christina von Dänemark                                  | Christina von Dänemark                                  | Christina von Dänemark | Christina von Dänemark | Christina von Dänemark  | Christina von Dänemark  |                         |                         |                         |                         |
|                               |                               |                               |                               |                               |                               |                               |                               |                               |                               |                         |                         |                              |                              |                              |                              |                                       |                                       |                                       |                                       |                                       |                                       |                     |                     |                            |                            |                            |                            |                            |                            |  |  |                                 |                                 |                                 |                                 |                                 |                                 |                                |                                |                                |                                |                              |                              |                              |                              |                       |                       |                                                         |                                                         |                                                         |                                                         |                                                         |                                                         |                        |                        |                         |                         |                         |                         |                         |                         |
|                               |                               |                               |                               |                               |                               |                               |                               |                               |                               |                         |                         | Wilhelm V. Herzog von Bayern | Wilhelm V. Herzog von Bayern | Wilhelm V. Herzog von Bayern | Wilhelm V. Herzog von Bayern | Wilhelm V. Herzog von Bayern          | Wilhelm V. Herzog von Bayern          |                                       |                                       |                                       |                                       |                     |                     |                            |                            |                            |                            |                            |                            |  |  |                                 |                                 |                                 |                                 |                                 |                                 |                                |                                |                                |                                |                              |                              | Renata von Lothringen        | Renata von Lothringen        | Renata von Lothringen | Renata von Lothringen | Renata von Lothringen                                   | Renata von Lothringen                                   |                                                         |                                                         |                                                         |                                                         |                        |                        |                         |                         |                         |                         |                         |                         |
|                               |                               |                               |                               |                               |                               |                               |                               |                               |                               |                         |                         | Wilhelm V. Herzog von Bayern | Wilhelm V. Herzog von Bayern | Wilhelm V. Herzog von Bayern | Wilhelm V. Herzog von Bayern | Wilhelm V. Herzog von Bayern          | Wilhelm V. Herzog von Bayern          |                                       |                                       |                                       |                                       |                     |                     |                            |                            |                            |                            |                            |                            |  |  |                                 |                                 |                                 |                                 |                                 |                                 |                                |                                |                                |                                |                              |                              | Renata von Lothringen        | Renata von Lothringen        | Renata von Lothringen | Renata von Lothringen | Renata von Lothringen                                   | Renata von Lothringen                                   |                                                         |                                                         |                                                         |                                                         |                        |                        |                         |                         |                         |                         |                         |                         |
|                               |                               |                               |                               |                               |                               |                               |                               |                               |                               |                         |                         |                              |                              |                              |                              |                                       |                                       |                                       |                                       |                                       |                                       |                     |                     |                            |                            |                            |                            |                            |                            |  |  |                                 |                                 |                                 |                                 |                                 |                                 |                                |                                |                                |                                |                              |                              |                              |                              |                       |                       |                                                         |                                                         |                                                         |                                                         |                                                         |                                                         |                        |                        |                         |                         |                         |                         |                         |                         |
|                               |                               |                               |                               |                               |                               |                               |                               |                               |                               |                         |                         |                              |                              |                              |                              |                                       |                                       |                                       |                                       |                                       |                                       |                     |                     |                            |                            |                            |                            | Maximilian I.              |                            |  |  |                                 |                                 |                                 |                                 |                                 |                                 |                                |                                |                                |                                |                              |                              |                              |                              |                       |                       |                                                         |                                                         |                                                         |                                                         |                                                         |                                                         |                        |                        |                         |                         |                         |                         |                         |                         |

## Nachkommen
Aus seiner Ehe mit Maria Anna hatte er zwei Kinder:
- Ferdinand Maria (1636–1679), Kurfürst von Bayern

⚭ 1652 Prinzessin Henriette Adelheid von Savoyen (1636–1676)
- Maximilian Philipp (1638–1705), Landgraf von Leuchtenberg

⚭ 1668 Prinzessin Mauricienne Fébronie de La Tour-d'Auvergne (1652–1706)

## Literatur

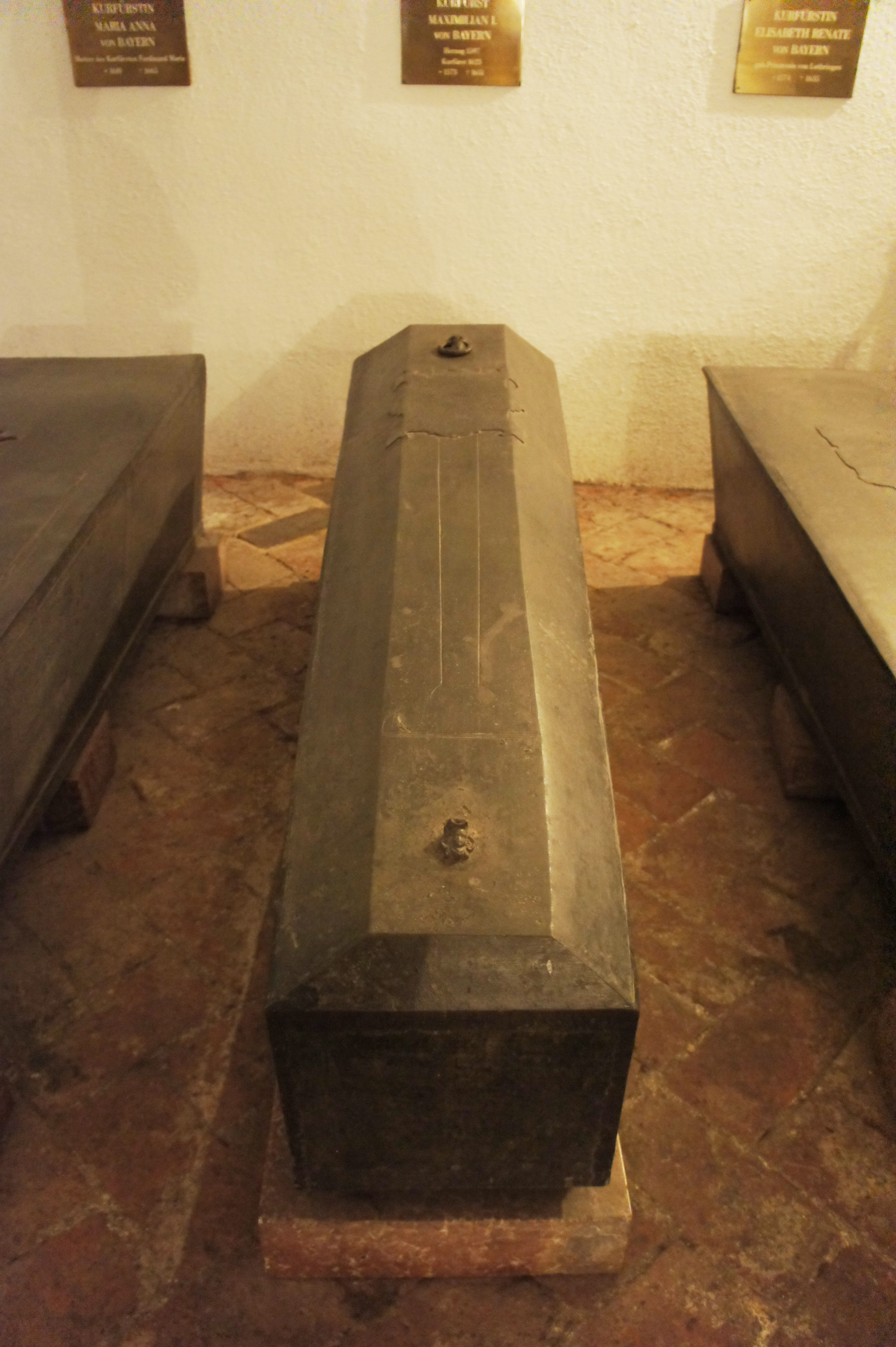
Sarg von Maximilian I. in der Wittelsbachergruft der Münchener Michaelskirche